# Hafenstraße (Düsseldorf)
Die Hafenstraße ist eine Straße in Düsseldorf und nur im östlichen Bereich ab der Einmündung der Akademiestraße die Grenze zwischen den Stadtteilen Altstadt und Carlstadt.

## Lage und Geschichte
Die Straße verband die Altstadt mit der ab Anfang des 16. Jahrhunderts neu angelegten südwestlich liegenden Zitadelle. Die Hafenstraße nimmt ihren Ausgangspunkt an der Schulstraße und mündet in die Wallstraße. Dabei kreuzt die Straße von West nach Ost den Pastor-Jääsch-Weg, die Akademiestraße und die Berger Straße.
Wie aus der Stadtskizze mit der Situation vor Anlegung der Hafenstraße ersichtlich, lag die alte Berger Pforte im Bereich der heutigen Einmündung der Akademiestraße, damals noch Commissariatsstraße genannt. Die Westseite der Commissariatsstraße war zu dieser Zeit noch nicht bebaut, da dort die Stadtmauer verlief. Erst nach Fertigstellung des Berger Hafens und der Zitadelle 1620 wurden sowohl Hafen-, Schul- wie auch Citadellstraße in der ersten Hälfte des 17. Jahrhunderts angelegt.

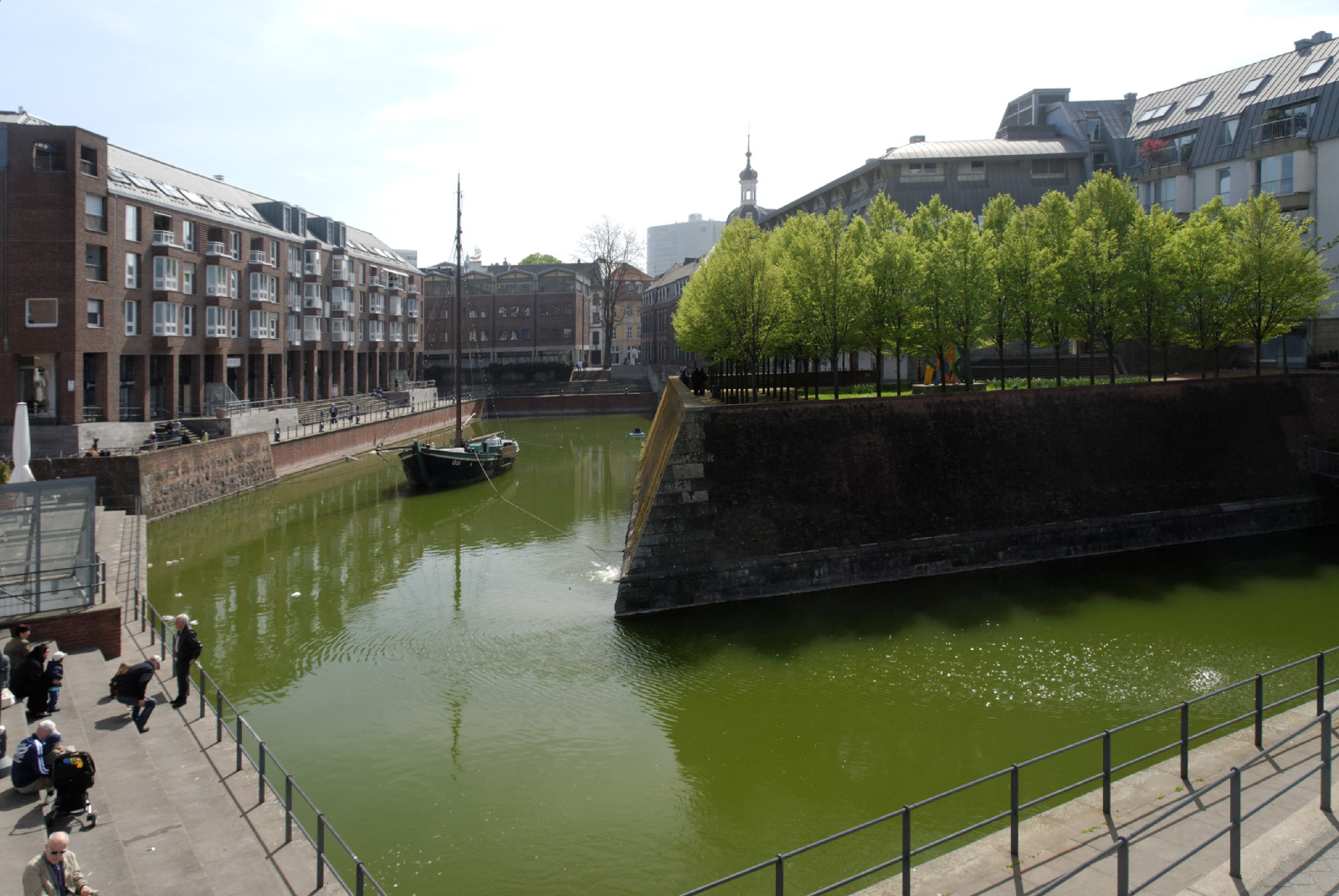
„Alter Hafen“ 2011, Blick von der Rheinpromenade

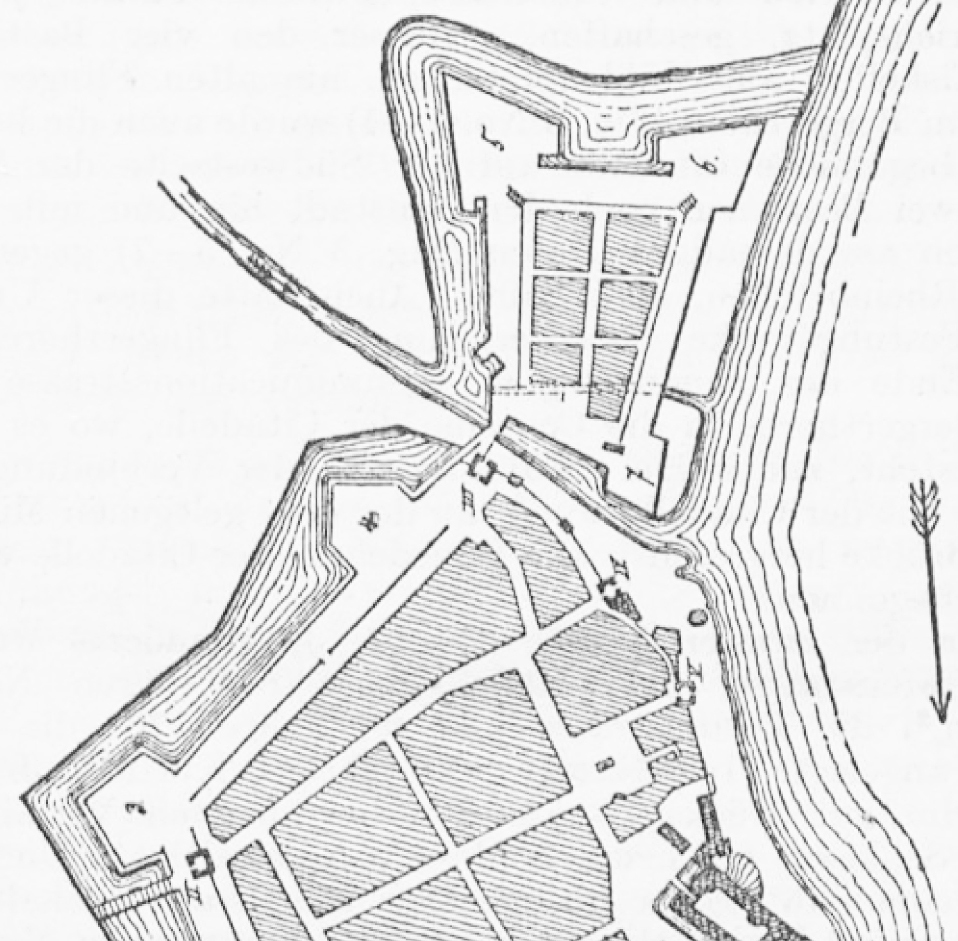
Ausschnitt mit Zitadelle in der Bauphase und vor Abriss der Berger Pforte

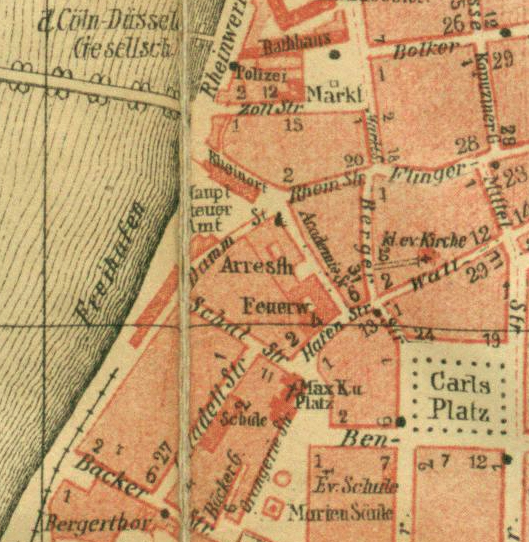
Hafenstraße von Berger Straße bis Schulstraße, vor 1880

In der Stadtskizze für die Zeit vor 1620 reichen die Gewässer des Bergerhafens noch bis über den heutigen Maxplatz hinaus. Im westlichen Bereich der späteren Hafenstraße lag eine Brücke. Nur über diese Brücke war das Gebiet der Zitadelle von der Altstadt aus erreichbar. Im Stadtplan von 1764 sind dann sowohl Hafenstraße, die zu Beginn für kurze Zeit Franziskusstraße genannt wurde, wie auch die im nachfolgenden Kapitel angeführten Häuser oder deren Vorläufer eingezeichnet. Der Berger Hafen endete vor der Hafenstraße und die Brücke ist nicht mehr vorhanden.
Der Berger Hafen war ein Sicherheitshafen für die Schiffe bei Hochwasser oder Eisgang, der jedoch nach dem unter Napoleon angelegten neuen Sicherheitshafen nördlich der Altstadt 1831 zugeschüttet und erst seit Ende der 1980er Jahre in seinen überlieferten Umrissen wieder hergestellt worden ist; der heutige Alte Hafen.

## Bebauung
Die Straße wird auf der südlichen Seite von denkmalgeschützten und architektonisch bedeutsamen Häusern gesäumt. Die ursprünglichen Erstgebäude waren bereits im 17. Jahrhundert errichtet worden. Gegen Mitte des 19. Jahrhunderts wird in alten Adressbüchern noch die alte Hofmühle im Gebäude Nr. 1 angeführt. In den Gebäuden Nr. 3 und 5 sind Schankwirtschaften vorhanden und die restlichen Häuser Nr. 7, 9, 11 und 13 sind Miethäuser mit Läden. Nr. 13 war das Eckgebäude mit der Berger Straße. Auf der Hafenseite war an der Ecke zur Schulstraße nur das kleine Haus Nr. 2 vorhanden. Danach war freier Zugang zum Hafenbecken. An der Ecke vor der Akademiestraße lag eine Toreinfahrt, über die man zum „königlichen Arresthaus“ im Westflügel des Hondheimschen Palais gelangte.
Nach 1945 war die gesamte Südseite der Hafenstraße, wie in dem beigefügten historischen Stadtplan von 1949 angezeigt wird, weitgehend zerstört und die Gebäude mussten alle erneuert werden. Von 1966 bis 1968 errichtete die Stadt Düsseldorf das Gebäude Nr. 4 auf der Nordseite der Straße. Hier lag bis zum Umzug im Jahre 2012 in die Moskauer Straße das Hauptamt der Stadt Düsseldorf. Das Hauptamt wurde 2016 abgerissen und ab Dezember 2016 mit der Anlegung der Grundmauern im Kellerbereich für ein neues Gebäude begonnen. Die Fertigstellung dieses neuen Gebäudes erfolgte bis Spätsommer 2017.
Nachfolgend weitere Angaben zu den Gebäuden an der Hafenstraße:
- Nr. 1: Das denkmalgeschützte[12] Gebäude war ursprünglich eine Hofmühle. Das dreigeschossige, verputzte Eckhaus wurde im 18. Jahrhundert erbaut. Die Grundmauern sind jedoch deutlich älter als das darüber erbaute Gebäude. Der Bau hat „neben der architektonischen als barockes Wohnhaus auch eine historische Bedeutung“.[2] Von 1878 bis 1880 erfolgte eine Modernisierung des Hauses. Um 1900 wurde das Haus umgebaut und neue Schaufenster nach Entwürfen der Architekten Mühlenkamp und Bender eingebaut. Am 5. März 1984 wurde das Gebäude unter Denkmalschutz gestellt. 1986 wurde das Haus modernisiert.
- Nr. 5: 1628 erhielt Wilhelm Hütten die Erlaubnis eine Schankwirtschaft außerhalb der Stadtmauer am Ende des Berger Hafens zu betreiben. Die heutige bekannte Gaststätte Brauerei „Zum Schiffchen“, ist damit eine der ältesten Gastwirtschaften in der Altstadt. Der bekannteste Gast war Napoleon, der mit seinen Generälen hier zechte. Das Gebäude wurde mehrmals zerstört und wieder aufgebaut, so in den Jahren 1794 und 1944. Für das Nachbargasthaus Nr. 3 wurde erstmals 1899 die Familie E. W. Hoff als Eigentümer angegeben, die seit 1895 auch Eigentümer des Hauses Nr. 5 war.[13][14]
- Nr. 7: Das Haus ist sowohl historisch als auch architektonisch bedeutsam. Der Historiker Heinrich Ferber beschreibt, dass das Haus um 1820 Balthasar Weiler gehörte.[15] Der Architekt Josef Kleesattel beschreibt das Portal: „Wertvoll ist auch die Tür mit Umrahmung an einem Hause in der Hafenstraße (Abb. 88) …“[16] Paul Sültenfuß vergleicht das Portal des Hauses Hafenstraße 7 mit dem Portal am Schloss Jägerhof und sieht stilistische Ähnlichkeiten – „es darf mit jenen von Schloss Jägerhof in Verbindung gebracht werden: schräg gestellte Pilaster und ausladende Deckplatte“.[17] Die Türfüllung des Hauses zeigt noch eine schwerfällige barocke Kartusche, wie bei Haus Neustraße 12. Das Gebäude ist heute Teil der historischen Gaststätte Brauerei „Zum Schiffchen“.[18]

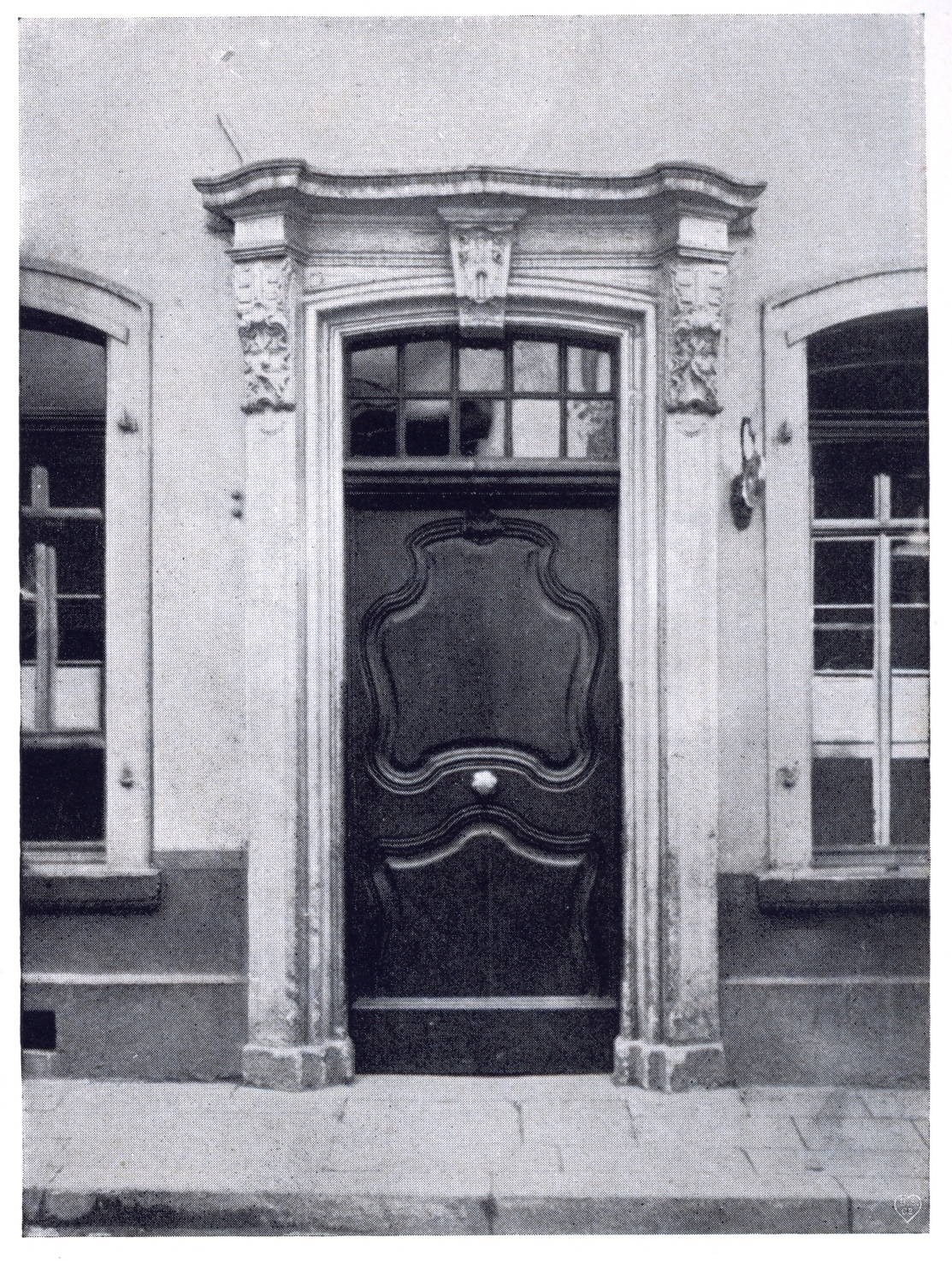
Hafenstraße 7, Eingang und Fassade
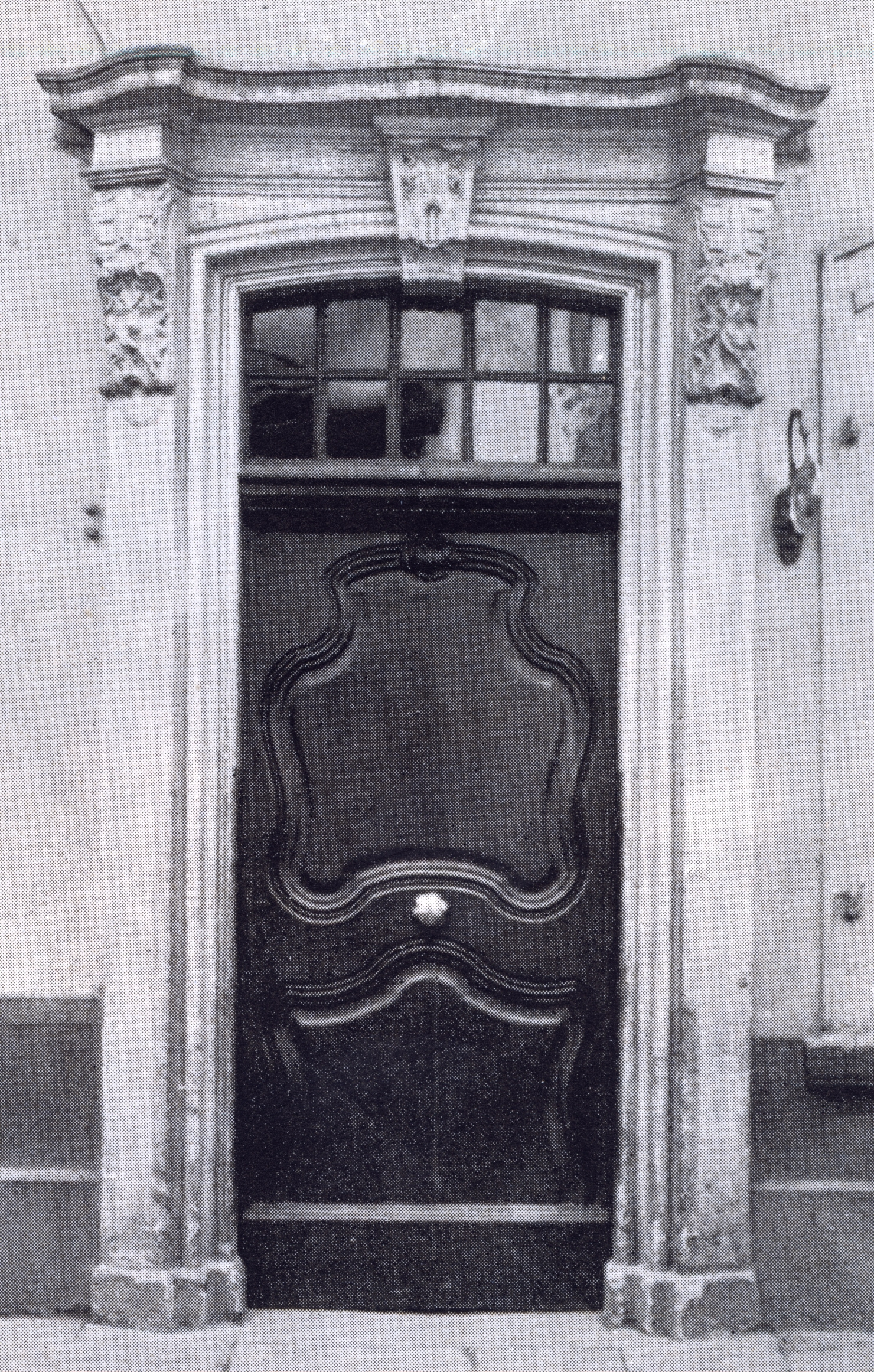
Hafenstraße 7, Portal
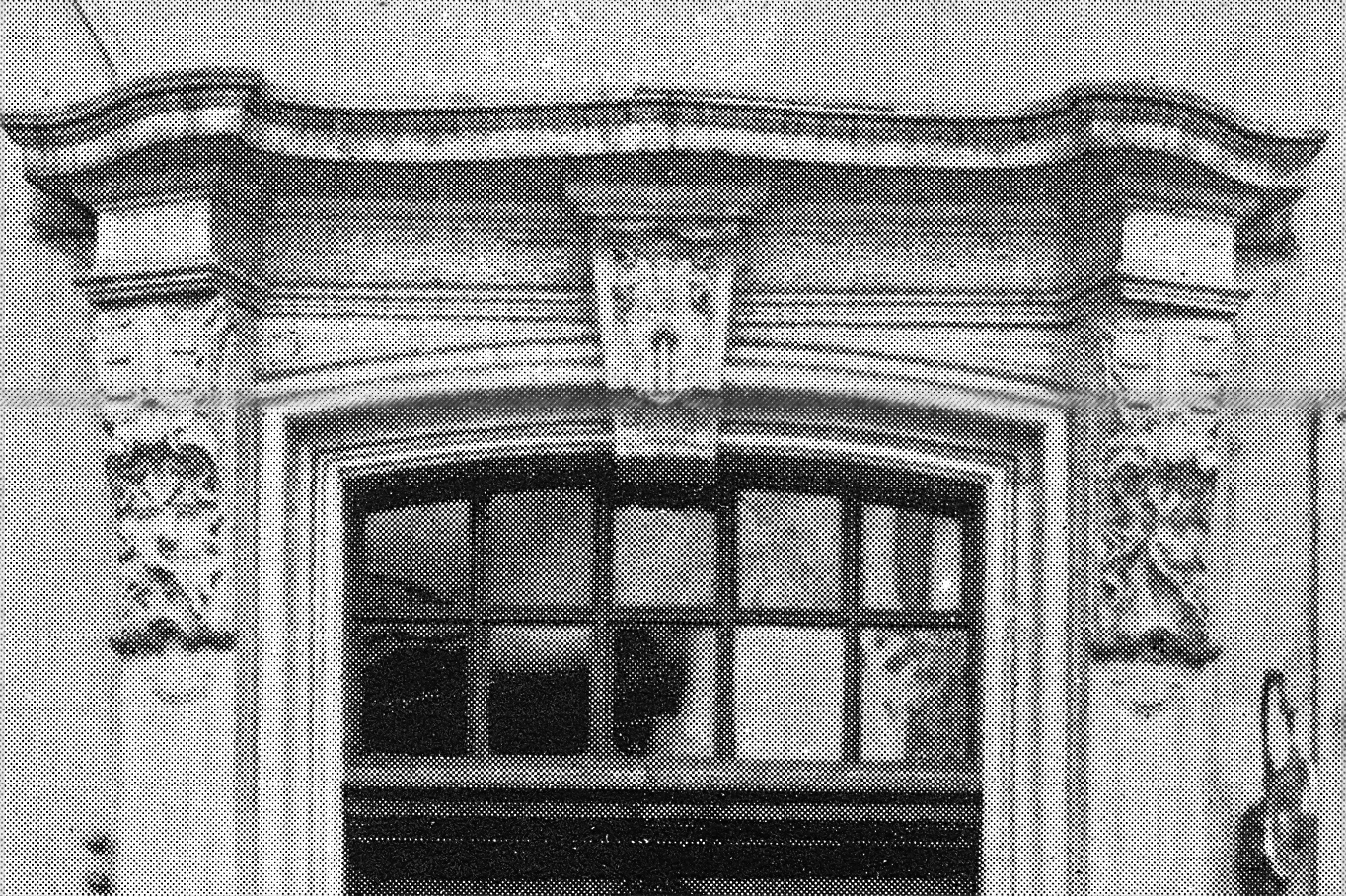
Hafenstraße 7, Portal, Detail
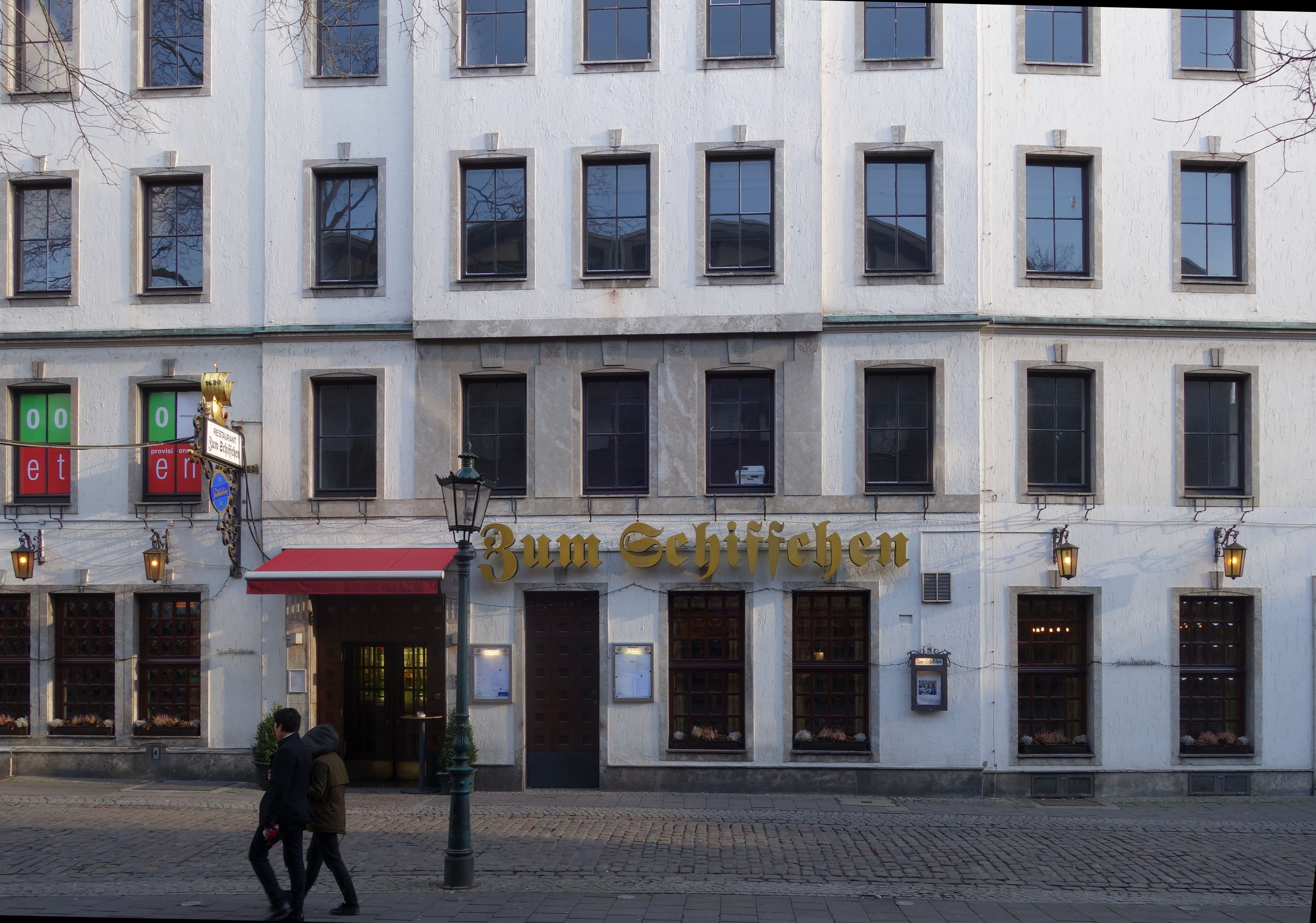
Hafenstraße 5, Gaststätte Zum Schiffchen, März 2015

- Von den Häusern Nr. 11 und 13 ist überliefert, dass in ersterem von Ende des 18. bis Ende des 19. Jahrhunderts die Löwen-Apotheke vorhanden war. Nr. 13 ist das Eckhaus an der Berger Straße. Hier lag Anfang des 19. Jahrhunderts die grossherzoglich-bergische Regierungsdruckerei von H. Levrault.[19]
- In der Hafenstraße Nr. 3/5 liegt die 1628 erstmals erwähnte Brauerei „Zum Schiffchen“.[20]

- Die nördliche Seite der Hafenstraße wurde bis 2016 durch den Nachkriegsbau des Hauptamtes der Stadt Düsseldorf (Nr. 4) dominiert. Das vormalige Haus Nr. 4 gehörte laut Ferber zum nebenan gelegenem Haus auf der Akademiestraße und die Nr. 2 an der Ecke zur Schulstraße zum Palais Nesselrode. An der Einmündung zur Schulstraße befindet sich heute im Palais Nesselrose das Hetjens-Museum mit Erweiterungsbau.